# Afrodita
Az Afrodita női név az Afrodité latinos alakja.

## Képzett nevek
Afrodité

## Gyakorisága
Az 1990-es években igen ritkán fordult elő. A 2000-es és a 2010-es években sem szerepelt a 100 leggyakrabban adott női név között.
A teljes népességre vonatkozóan az Afrodita sem a 2000-es, sem a 2010-es években nem szerepelt a 100 leggyakrabban viselt női név között.

## Névnapok
- augusztus 5.[2]
- augusztus 7.[2]